# Erzeparchie Przemyśl-Warschau
Die Erzeparchie Przemyśl-Warschau (lateinisch Archieparchia Premisliensis-Varsaviensis ritus byzantini ucraini) ist das  Verwaltungsgebiet der ukrainischen griechisch-katholischen Kirche in Polen.

## Strukturen

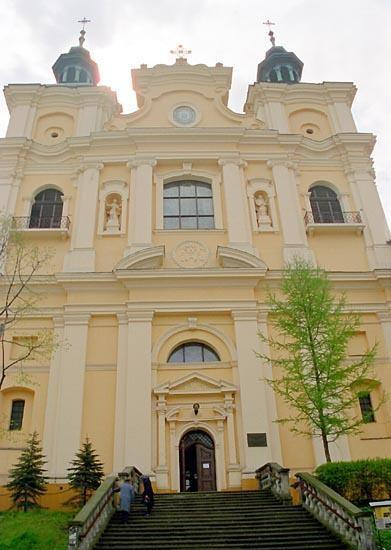
Kathedrale St. Johannes der Täufer in Przemyśl

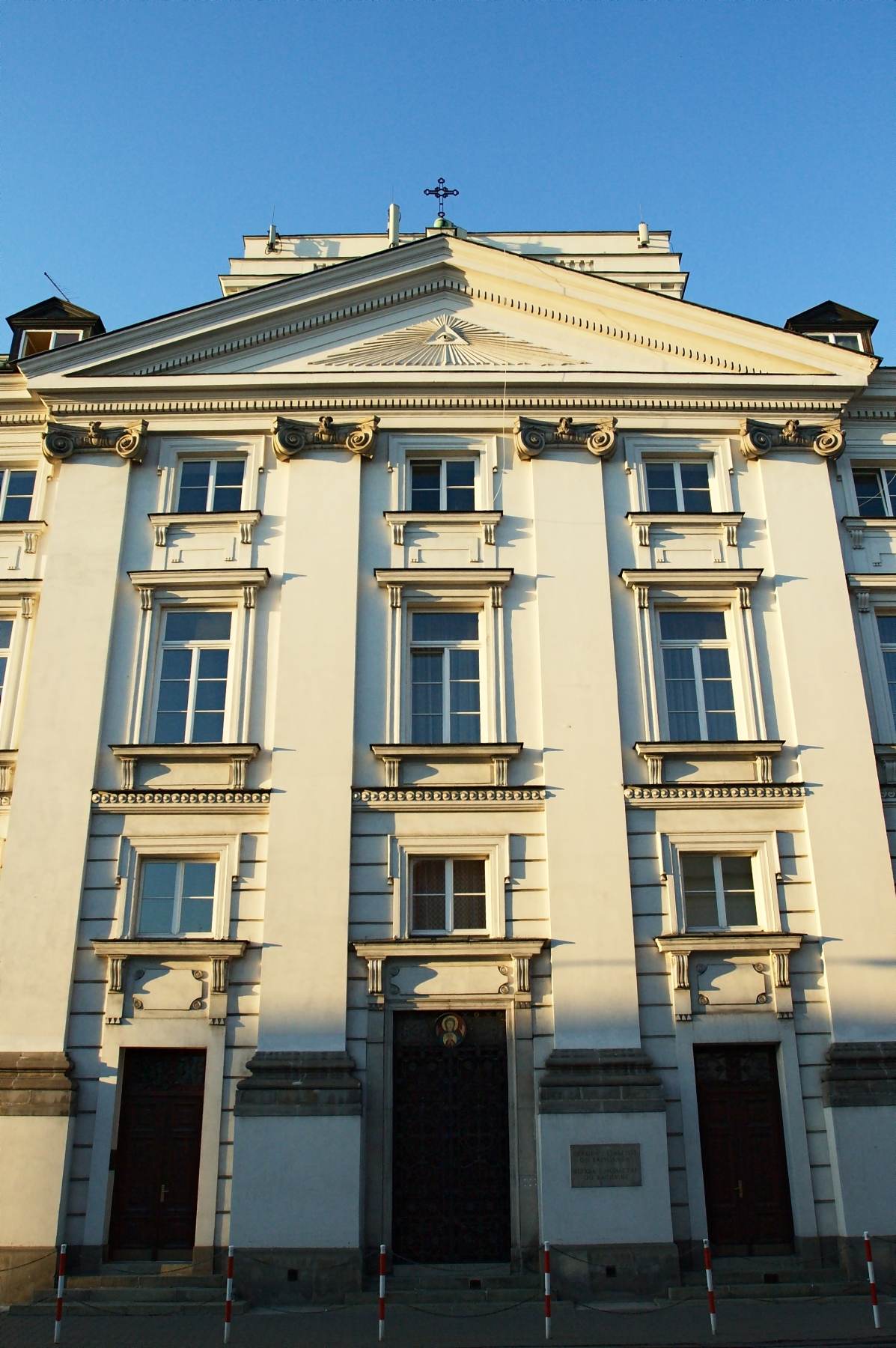
Konkathedrale Entschlafung der Allheiligen Gottesgebärerin in Warschau

Die Erzeparchie Przemyśl-Warschau umfasst das gesamte Territorium der Republik Polen. Sie gehört zur Ukrainischen griechisch-katholischen Kirche. Ihre Gemeindemitglieder sind vor allem Ukrainer, die in Polen leben, Arbeitsmigranten, Flüchtlinge und Einheimische.
Der Ritus in der Liturgie gleicht im Wesentlichen dem byzantinisch-orthodoxen, in jeder Kirche gibt es eine Ikonostase.
Die Kirche ist zwar juristisch Glied der römisch-katholischen Kirche, hat aber keine strukturellen Verbindungen mit der römisch-katholischen Kirche in Polen.
Die Erzeparchie Przemyśl-Warschau wird von einem Erzpresbyter (2020 Eugeniusz Popowicz) geleitet. 2016 hatte sie offiziell 30.000 Mitglieder.
Der Sitz ist Przemyśl im südöstlichen Polen. Es gibt die Eparchien Olsztyn-Danzig und Breslau-Koszalin.

## Geschichte

### Eparchie Przemyśl
Ende des 11. Jahrhunderts wurde das orthodoxe  Bistum Przemyśl gegründet. 
1596 kam das Gebiet zur neuen griechisch-katholischen Kirche in der Ukraine nach der Kirchenunion von Brest. Seit 1691 gab es wieder eine eigenständige Eparchie Przemyśl. Am 22. Februar 1807 unterstellte sie Papst Pius VII. mit der Apostolischen Konstitution In universalis Ecclesiae als Suffragandiözese der Erzeparchie Lemberg.
1934 wurde das Siedlungsgebiet der Lemken im Westen ausgegliedert und bildete seitdem die Apostolische Administratur (ab 1941 Exarchat) Łemkowszczyzna. Bis 1939 gehörte die Eparchie Przemyśl zu den drei polnischen griechisch-katholischen Diözesen (neben Lemberg und Breslau).
Seit dem 31. März 1947 gab es wieder eine eigenständige griechisch-katholische Diözese Przemyśl.

### Erzeparchie Przemyśl-Warschau
1981 wurde die neue Eparchie Przemyśl-Warschau geschaffen. Diese wurde dann am 24. Mai 1996 durch Papst Johannes Paul II. mit der Apostolischen Konstitution Ad aptius providendum zur Erzeparchie erhoben.
Am 25. November 2020 gab sie Teile ihres Territoriums zur Errichtung der neuen Eparchie Olsztyn-Danzig ab.